# Krzysztof Ożóg
Krzysztof Józef Ożóg (ur. 1956) – polski historyk mediewista, profesor nauk humanistycznych, członek Polskiej Akademii Umiejętności. Specjalizuje się w historii średniowiecznej Polski i Europy. Prowadzi badania nad środowiskami intelektualnymi w Polsce i Europie średniowiecznej, dziejopisarstwem, historią polskiego Kościoła oraz monarchią Piastów, Andegawenów i Jagiellonów. Zajmuje się także dziejami duchowości, dziejami regionalnymi i edycją źródeł średniowiecznych.

## Życiorys
W 1987 roku uzyskał stopień doktora na podstawie napisanej pod kierunkiem profesora Jerzego Wyrozumskiego rozprawy pod tytułem "Kultura umysłowa w Krakowie XIV wieku. Środowisko duchowieństwa świeckiego".
W 1996 na podstawie dorobku naukowego oraz rozprawy pt. Intelektualiści w służbie Królestwa Polskiego w latach 1306-1382 otrzymał na Wydziale Historycznym Uniwersytetu Jagiellońskiego stopień doktora habilitowanego nauk humanistycznych w zakresie historii, specjalność: historia średniowiecza. W 2005 roku uzyskał tytuł profesora nauk humanistycznych.
Od 2006 roku pełni funkcję kierownika Zakładu Historii Średniowiecznej w Instytucie Historii UJ. W latach 2012–2022 był dyrektorem Archiwum Uniwersytetu Jagiellońskiego.
Wiele lat uczestniczył w pracach nad krytyczną edycją Roczników Jana Długosza.
Współpracuje z Redakcją Polskiego Słownika Biograficznego. Od 1995 roku jest członkiem komitetu redakcyjnego czasopisma naukowego w językach obcych o zasięgu międzynarodowym „Questiones Medii Aevi Novae”.
Jest członkiem Komitetu Redakcyjnego „Czasopisma Prawno-Historycznego”.
Ma w dorobku ponad 300 prac naukowych. Z okazji 1050-lecia Chrztu Polski napisał obszerną monografię o początkach państwa polskiego pt. "966. Chrzest Polski", za którą otrzymał nagrodę "Książki Roku".
Został odznaczony Krzyżem Kawalerskim Orderu Odrodzenia Polski (2022), Medalem „Pro Patria” (2023) oraz medalem „Plus ratio quam vis” (2025).
Pełni posługę nadzwyczajnego szafarza Komunii Świętej w archidiecezji krakowskiej, którą 23 marca 2013 roku przyjął w Sanktuarium Bożego Miłosierdzia w krakowskich Łagiewnikach z rąk biskupa Jana Zająca.  Dekretem kardynała Stanisława Dziwisza został skierowany do pełnienia tej funkcji w sposób szczególny w Parafii Świętego Jana Chrzciciela w Krakowie na Prądniku Czerwonym.

## Publikacje
- Kultura umysłowa w Krakowie w XIV wieku: środowisko duchowieństwa świeckiego (1987)
- Intelektualiści w służbie Królestwa Polskiego w latach 1306-1382 (1995)
- Uczeni w monarchii Jadwigi Andegaweńskiej i Władysława Jagiełły 1384-1434 (2004)
- Miejsce Polski w rozwoju intelektualnym Europy w XIV-XV wieku (2006)
- Chwała Grunwaldu (wraz z Leszkiem Sosnowskim i Adamem Bujakiem, 2010), przekłady na język angielski: The glory of Grunwald, na język niemiecki: Der Ruhm Tannenbergs (oba 2010),
- Korona i Krzyż: czas Piastów i Jagiellonów  (2012)
- Wielka Księga Polskich Patriotów, Wydawnictwo Biały Kruk, Kraków 2013, ISBN 978-83-7553-148-0.
- 966. Chrzest Polski, Wydawnictwo Biały Kruk, Kraków 2015, ISBN 978-83-7553-194-7.
- Polskość jest przywilejem, Wydawnictwo Biały Kruk, Kraków 2016, 978-83-7553-219-7.
- Narodziny potęgi. Dziedzictwo Kazimierza Wielkiego, Wydawnictwo Biały Kruk, Kraków 2020.